# Dougong

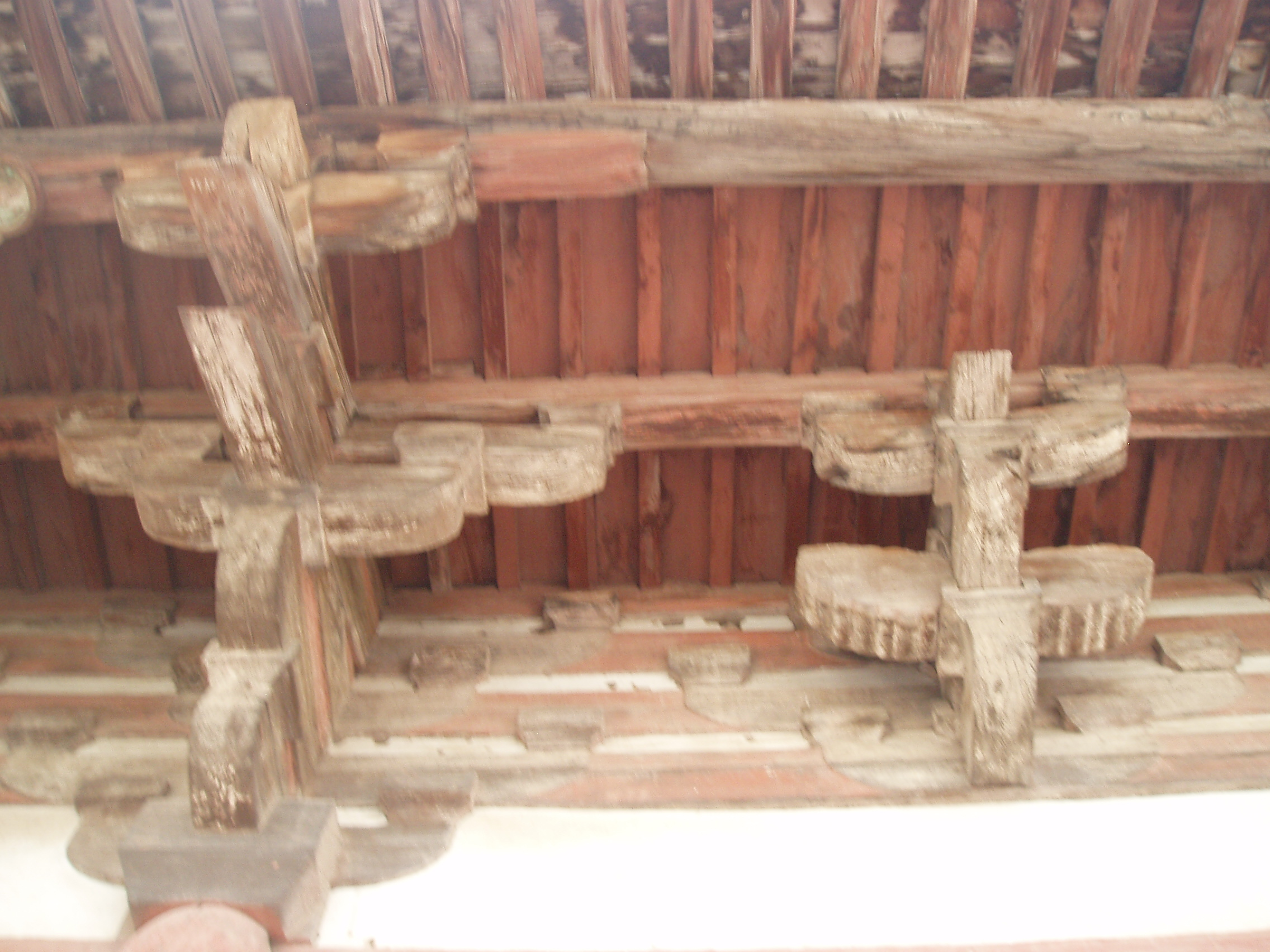

Dougong, kinesisk term för en grupp konsoler som har utkragats från den översta delen av en kolonn för att bära upp taksparrar och överhängande takskägg.